# مارستون مورتین
مارستون مورتین (به انگلیسی: Marston Moreteyne) یک روستا و محله مدنی در بریتانیا است که در Central Bedfordshire واقع شده‌است. مارستون مورتین ۴٬۵۵۶ نفر جمعیت دارد.